# ドミトリー・ムラヴィエフ
ドミトリー・ムラヴィエフ（ロシア語表記:Дмитрий Муравьёв、1979年11月2日 - ）は、カザフスタン、カザフスタンスカヤ出身の自転車競技（ロードレース）選手。

## 来歴
15歳のときに、自身のコーチでもある父親とともにベルギーへ移住。2001年にドモ＝ファルム・フリテスとトレーニー（育成選手）契約を結んだ。
その後2年間、ファビアン・カンチェラーラ、フィリッポ・ポッツァート、マイケル・ロジャースらとともに、マペイ・クイックステップ及びクイックステップ・ダヴィタモンの下部組織チームに在籍。
2004年、クレディ・アグリコルと契約を結んでプロに転向した。
2006年、ヤルタジ・7モービルへ移籍。
2007年、アスタナへ移籍。
2010年、チーム・レディオシャックへ移籍。
2012年、アスタナへ移籍。

## 主な優勝歴
- 国内選手権・個人ロードレース - 2002年
- 国内選手権・個人タイムトライアル - 2003年、2005年
- ツール・ド・フランス - 2009年チームタイムトライアル(第4ステージ)